# رناتو چزارینی
رناتو چزارینی (به ایتالیایی: Renato Cesarini) بازیکن فوتبال اهل ایتالیا است که از سال ۱۹۳۱ میلادی عضو تیم ملی فوتبال ایتالیا بوده و در ۱۱ بازی ملی حضور داشته‌است. او در بازی‌های ملی‌اش ۳ گل به ثمر رساند.
رناتو چزارینی آخرین بازی ملی خود را در سال ۱۹۳۴ میلادی انجام داد.